# Givrauval
Givrauval è un comune francese di 274 abitanti situato nel dipartimento della Mosa nella regione del Grand Est.

## Storia

### Simboli
Lo stemma è stato adottato dal comune il 21 luglio 2014.
Il cristallo di calabrosa (in francese cristal de givre) e la forma a V della partizione richiamano il toponimo Givrauval. 
Il cinquefoglie si riferisce a san Quintino, patrono della parrocchia, il cui nome latino Quintinus, Quintus, significa quinto; i triangoli d'argento rappresentano i chiodi del suo martirio.
La ruota simbolizza l'antico mulino
sull'Ornain divenuto un centro culturale. La fontana araldica simboleggia il guado del fiume dove un tempo cavalli e bovini andavano ad abbeverarsi.

## Società

### Evoluzione demografica
Abitanti censiti